# Вечерський Василь Прокопович
Василь Прокопович Вече́рський (нар. 20 жовтня 1927, Убіжичі — пом. 7 серпня 2003, Київ) — український графік і журналіст. Член товариства «Меморіал» імені Василя Стуса. Батько Віктора Вечерського.

## Біографія
Народився 20 жовтня 1927 року в селі Убіжичах Ріпкинського району Чернігівської області УРСР. 1956 року закінчив Київське училище прикладного мистецтва, у 1962 році Львівський поліграфічний інститут.
У 1967—1972 роках працював головним художником Держкомвидаву УРСР; у 1973—1987 роках у видавництві «УРЕ».
Помер в Києві 7 серпня 2003 року.

## Творчість
Брав участь у розкритті та увічненні Биківнянської трагедії, створенні Музею шістдесятництва у Києві. Як журналіст досліджував численні «білі плями» української історії, зокрема колективізацію і голодомор. Автор статей у періодиці з проблем українського мистецтва, книговидання та естететичного виховання.
З 1964 року учасник республіканських та міжнародних виставок графіки.
- Брав участь у підготовці та оформленні енциклопедичних довідників:
  - «Київ» (Київ, 1985);
  - «Чернігівщина» (Київ, 1990);
  - «Полтавщина» (Київ, 1992).
- Оформив книги: В. Сосюри «Щастя» (1974), А. Малишка «Білі каштани» (1975), І. Підоплічка «Межиріцькі житла з кісток мамонта» (1976), видання опер М. Березовського «Демофонт» (1988), П. Ніщинського «Вечорниці» (1989);
- Виконав:
  - серію гравюр до творів В. Симоненка (1985);
  - графічні портрети — Т. Шевченка (1964), І. Котляревського (1969), Лесі Українки (1971), В. Стефаника (1971), Г. Сковороди (1972), В. Симоненка (1985), І. Франка (1995), В. Стуса (1999);
  - екслібриси — О. Солженіцина (1966), І. Дзюби (1967), Г. Логвина (1972), П. Тронька (1972);
  - листівки.